# Centro (película)
Centro es una película documental coproducción alemana, argentina y española dirigida por Sebastián Martínez sobre su propio guion que se estrenó el 1 de marzo de 2012. Un filme sobre un área de Buenos Aires en la línea de los que hacen de una ciudad su objeto excluyente, inaugurada en 1927 por el arquitecto, artista plástico y realizador de vanguardia Walter Ruttman con Berlín, sinfonía de una gran ciudad, seguido en 1929 por Robert Siodmak, Edgar Ulmer, Billy Wilder y Fred Zinnemann con Gente en domingo, por Jean Vigo el mismo año en su filme À propos de Nice y, más adelante, entre otras, Daguerréotypes de Agnès Varda en 1976, sobre los comercios de la calle Daguerre, en París, Lisbon Story de 1994 de Wim Wenders, Madrid de 2002 de Patricio Guzmán, Los Angeles Plays Itself de 2003 de Thom Andersen y Del tiempo y la ciudad de 2007 de Terence Davies, sobre la ciudad de Liverpool.

## Sinopsis
Documental de observación sobre las calles peatonales de Buenos Aires, Florida y Lavalle. Dos días de recorrido por una zona de intenso tránsito mostrando en detalle personajes y ambientes.

## Comentarios
Para el cronista de Clarín, la película es un documental de los llamados “observacionales” que contiene descubrimientos, incógnitas, sorpresas y también clichés y zonas obvias. La mirada del filme intenta incluirlo todo - vendedores ambulantes, locales de ropa, cines viejos, nuevas e ignotas iglesias, vendedores, profesores de tango- y si bien allí hay hallazgos, deja la extraña sensación de que, más allá de sus enormes diferencias con un documental convencional, Centro puede terminar resumiendo Buenos Aires de una manera no tan distinta de lo que lo haría un folleto turístico.
Lo que más atrapa no es tanto lo que mira sino cómo lo mira, cómo mezcla sonidos e imágenes, reflejos de la calle en las vidrieras y puntos de vista inusuales o los diálogos con algunos personajes, como los dos nostálgicos de la “Lavalle de los cines”, los que conversan en una peluquería o el hombre que ensaya y luego hace un rito religioso. Y el atractivo del filme pasa por ahí: no por haberlos descubierto sino por elegir un original modo de retratarlos.
Ver ese “doble fondo” del centro porteño -oficinas de casas de cambio, lustradores de monumentos, gente que pega pósteres en los cines- tiene ese atractivo del detrás de la escena que, mal que le pese al filme, también refuerza, en su variopinta diversidad, todos los lugares comunes que este Centro exhibe.
La crítica de Página 12 señala que parecería ser que el curso del día es el único eje a seguir en el filme, desde la mañana de un día hasta la noche del día siguiente. Se trata, en principio, del puro registro de aquello que aparece ante cámara (lo cual tampoco es nunca así; siempre hay elección, exclusión, corte y montaje). Aparecen personajes, objetos y lugares. Bancos, negocios, la Bolsa de Comercio, alguna galería, alguna vieja y legendaria “tienda de departamentos” como Harrods, algún cine que sobrevive, alguno de los templos evangélicos que les coparon las salas, algún hotelito por horas, ambas peatonales. En ambos días los mismos promotores callejeros, los mismos vendedores, los mismos cartoneros a la noche, reiterando rutinas. También oposiciones: la Florida de día, con su movimiento incesante de gente de todos los colores, y la de noche, con sus cartoneros, chicas de la calle, gente sin techo que se acomoda para dormir sobre la vereda. La Florida de hoy y las huellas de la de ayer en la palabra de Rita, veterana empleada de la Asociación de Amigos de la Calle Florida, que hojea viejos diarios y recuerda lo que ya no está.
La cámara sigue a una chica de la calle, al morrudo asistente de un templo evangélico, que para a uno en la calle, se lo lleva al hall del ex cine para hablarse del diablo, al policía retiene a un ladrón y éste, esposado, al peluquero-melómano que recuerda a los grandes cantantes de ópera y directores de orquesta que pasaron por su sillón. También enfoca los objetos: el cartel luminoso que dice “Iglesia Universal”, el de El Palacio de la Papa Frita, el Harrods vacío y abandonado, como tumba de sí mismo y conservando muebles que parecen haber quedado tal como estaban, después de una huida urgente.